# Калаоа (Гаваї)
Калаоа (англ. Kalaoa) — переписна місцевість (CDP) в США, в окрузі Гаваї штату Гаваї. Населення — 9644 особи (2010).

## Географія
Калаоа розташована за координатами 19°45′26″ пн. ш. 156°0′4″ зх. д. / 19.75722° пн. ш. 156.00111° зх. д. (19.757283, -156.001221).  За даними Бюро перепису населення США в 2010 році переписна місцевість мала площу 118,13 км², з яких 101,44 км² — суходіл та 16,69 км² — водойми.

## Демографія
Згідно з переписом 2010 року, у переписній місцевості мешкали 9644 особи в 3434 домогосподарствах у складі 2353 родин. Густота населення становила 82 особи/км².  Було 3964 помешкання (34/км²).
Расовий склад населення:
| - 44,2 % — білих - 13,1 % — азіатів - 11,1 % — вихідців з тихоокеанських островів - 0,5 % — чорних або афроамериканців - 0,3 % — корінних американців - 2,5 % — осіб інших рас |

До двох чи більше рас належало 28,3 %. Частка іспаномовних становила 11,0 % від усіх жителів.
За віковим діапазоном населення розподілялося таким чином: 22,4 % — особи молодші 18 років, 67,0 % — особи у віці 18—64 років, 10,6 % — особи у віці 65 років та старші. Медіана віку мешканця становила 39,7 року. На 100 осіб жіночої статі у переписній місцевості припадало 102,0 чоловіків;  на 100 жінок у віці від 18 років та старших — 101,0 чоловіків також старших 18 років.
Середній дохід на одне домашнє господарство  становив 79 733 долари США (медіана — 66 948), а середній дохід на одну сім'ю — 81 966 доларів (медіана — 76 923). Медіана доходів становила 50 464 долари для чоловіків та 39 385 доларів для жінок. За межею бідності перебувало 13,5 % осіб, у тому числі 16,5 % дітей у віці до 18 років та 2,4 % осіб у віці 65 років та старших.
Цивільне працевлаштоване населення становило 6769 осіб. Основні галузі зайнятості: мистецтво, розваги та відпочинок — 21,2 %, науковці, спеціалісти, менеджери — 16,3 %, роздрібна торгівля — 12,5 %, освіта, охорона здоров'я та соціальна допомога — 12,2 %.